# Кингстаун (Вирџинија)
Кингстаун (енгл. Kingstowne) насељено је место без административног статуса у америчкој савезној држави Вирџинија.

## Демографија
По попису из 2010. године број становника је 15.556.
| Група             | 2000.    | 2010.         |
| Белци             | 0 (0,0%) | 8.887 (57,1%) |
| Афроамериканци    | 0 (0,0%) | 2.631 (16,9%) |
| Азијати           | 0 (0,0%) | 2.019 (13,0%) |
| Хиспаноамериканци | 0 (0,0%) | 1.395 (9,0%)  |
| Укупно            | 0        | 15.556        |